# Bambaşka Biri
Bambaşka Biri é uma telenovela turca de suspense e drama romântico produzida pela TIMS&B Productions e exibida pela FOX de 11 de setembro de 2023 a 13 de janeiro de 2024. É escrita por Ethem Özışık, Onur Sener, Lokman Maral e Seçil Çömlekçi e dirigida por Neslihan Yeşilyurt. Conta com as atuações principais de Hande Erçel e Burak Deniz.

## Enredo
Leyla é uma promotora muito requisitada, a qual teve que abandonar Istambul após um caso envolvendo seu irmão. Este incidente fez com que ela se desentendesse com sua mãe. No entanto, após um caso misterioso de assassinato, Leyla retorna à sua cidade natal, onde se depara também com o charmoso apresentador de telejornal, Kenan. 
O caso do serial killer chega às manchetes graças à cobertura de Kenan, que, assim como Leyla, sai em busca do assassino. À medida que a investigação se aprofunda, Leyla percebe que o caso está intimamente ligado a incidentes sombrios há muito tempo escondidos em sua família e que voltarão para assombrar a todos.
Leyla se preocupa com uma possível ligação entre o empresário morto e seu pai, o que a leva a um dilema angustiante que a deixará diante de uma difícil escolha entre a justiça e sua família. Enquanto isso, Leyla e Kenan começam a se apaixonar e seu romance desperta ciúme no rival amoroso de Kenan, Doğan.
À medida que o arco dramático e acelerado evolui, segredos obscuros são revelados um por um para mostrar os laços sombrios entre o pai de Leyla e Kenan no passado profundo, e um momento de acerto de contas entre eles se aproxima. A única coisa que mantém o mundo unido é o amor profundo que cresceu entre Leyla e Kenan. 

## Elenco
| Ator/Atriz           | Personagem    | Descrição                                                         |
| -------------------- | ------------- | ----------------------------------------------------------------- |
| Hande Erçel          | Leyla Gediz   | Promotora da República da Turquia.                                |
| Burak Deniz          | Kenan Öztürk  | Apresentador de um dos telejornais mais assistidos da Turquia.    |
| Begüm Akkaya         | Yasemin       | Advogada, e melhor amiga de Leyla.                                |
| Ferit Aktuğ          | Murat Erden   | Melhor amigo de Kenan e editor-chefe do jornal onde ele trabalha. |
| Aslı Orcan           | Nükhet İşmen  | Ele é o dono do canal onde Kenan trabalha.                        |
| Gülçin Hatıhan       | Şahinde Gediz | Ela é a mãe de Leyla.                                             |
| Muttalip Müjdeci     | Ekrem Gediz   | Ele é o pai de Leila.                                             |
| Berrin Arısoy        | Nevin Öztürk  | Ela é a mãe de Kenan.                                             |
| Cem Davran           | Turan Öztürk  | O pai de Kenan é o promotor-chefe da República da Turquia.        |
| Uğur Uzunel          | Tahir Gediz   | Irmão de Leyla, filho de Nevin e Turan.                           |
| Polen Emre           | Nuray Gediz   | Ela é a esposa de Tahir.                                          |
| Bahadır Vatanoğlu    | Gökhan        | Ele é amigo de Tahir da prisão.                                   |
| Dilşah Demir         | Pelin         | Ela é a secretária de Kenan.                                      |
| Menderes Samancılar  | İdris Taşlı   | Ele é a única pessoa próxima de Kenan em seu estado de Doğan.     |
| Kardelen Arnavutoğlu | Gülçin Gediz  |                                                                   |

## Antecedentes
A novela seria lançada com o título İki Yabancı (Dois estranhos, em tradução livre). No entanto, devido problemas com direitos autorais, o título teve que ser alterado para Bambaşka Biri. 

## Audiência
A trama estreou numa segunda-feira, sendo a produção mais assistida entre os dramas exibidos no mesmo dia. Registrou 3.38 pontos no Total, 3.24 no AB e 4.07 no ABC1+20, índices considerados bons para uma estreia. Na semana seguinte, com o segundo capítulo, o folhetim aumentou sua audiência chegando a 5.31 pontos na categoria ABC1+20. 

## Curiosidades
Esta é a segunda telenovela que Hande Erçel e Burak Deniz compartilham cena como casal protagonista. Em 2016, o casal estrelou a comédia romântica  Aşk Laftan Anlamaz.